# Ramphotyphlops lorenzi
Ramphotyphlops lorenzi este o specie de șerpi din genul Ramphotyphlops, familia Typhlopidae, descrisă de Werner 1909. Conform Catalogue of Life specia Ramphotyphlops lorenzi nu are subspecii cunoscute.